# کاستیونچلو باندینی
کاستیونچلو باندینی (به ایتالیایی: Castiglioncello Bandini) یک منطقهٔ مسکونی در ایتالیا است که در چینیجیانو واقع شده‌است. کاستیونچلو باندینی ۹۰ نفر جمعیت دارد و ۶۰۶ متر بالاتر از سطح دریا واقع شده‌است.